# Comté de Lee (Iowa)
Pour les articles homonymes, voir Comté de Lee.
Le comté de Lee est un comté de l'État de l'Iowa, aux États-Unis.